# Jurkin
Jurkin je priimek več oseb:
- Mihail Grigorevič Jurkin, sovjetski general
- Anatolij Borisovič Jurkin, ruski pisatelj